# Heitor Homem da Costa
Heitor Homem da Costa foi fidalgo da Casa Real, cavaleiro ordem de Cristo e senhor de uma tença anual de 20$000 reis, por mercê do rei D. Filipe II de Espanha, datada de 1589.
Foi herdeiro da casa e morgado de seus pais e avós, e da de seu tio João Homem da Costa. Casou no reino com Dona Luísa de Noronha, que chegou aos Açores no Século XVI, e era filha de Pedro Ponce de Leão, fidalgo da Casa Real e veador-mor da rainha D. Catarina, e de sua mulher D. Helena de Noronha, da nobilíssima geração dos Noronhas de que é chefe D. Afonso Henriques de Noronha, conde de Gijon e Noronha (filho bastardo do rei D. Henrique II de Castela) casado em 1375 com Isabel de Portugal, filha bastarda do rei português D. Fernando I de Portugal, o “Formoso”.
Filhos de Heitor Homem da Costa e D. Luiza de Noronha:
1. Luís Homem da Costa Noronha, casou com D. Isabel da Silva Sampaio,
2. Helena Homem da Costa Noronha, casada com Diogo Monteiro de Carvalho, corregedor nas ilhas dos Açores.